# Władimir Iljuszyn
Władimir Siergiejewicz Iljuszyn (ros. Владимир Сергеевич Ильюшин; ur. 31 marca 1927, zm. 1 marca 2010 w Moskwie) – radziecki pilot w stopniu generała majora. 

## Życiorys
Był synem Siergieja Iljuszyna, konstruktora samolotów Ił. Większość życia spędził testując samoloty Suchoj, produkowane przez konkurencyjne dla jego ojca biuro konstrukcyjne.
Spekulowano, że na pięć dni przed Jurijem Gagarinem odbył lot w kosmos, jednak z powodu problemów technicznych kontrolerzy postanowili sprowadzić statek na Ziemię kilka okrążeń wcześniej, skutkowało to jednak wylądowaniem w Chinach. Tam władze chińskie miały go zatrzymać, a Rosjanie obawiając się pogorszenia stosunków z Chinami postanowili nie informować o tym zdarzeniu i zająć się lotem Gagarina. Według źródeł oficjalnych, w tym czasie Władimir Iljuszyn uległ poważnemu wypadkowi samochodowemu i musiał przez dwa lata leczyć się w Chinach (co budzi kontrowersje z uwagi na ówczesny stan stosunków chińsko-sowieckich). 
Historycy podboju kosmosu przez Związek Radziecki nie potwierdzają jednak tezy o locie orbitalnym Iljuszyna.
Założyciel i długoletni prezydent Federacji Rugby ZSRR (1967–1981), a następnie honorowy prezydent Związku Rugbistów Rosji, w 2013 roku został przyjęty do IRB Hall of Fame.
Został pochowany na Cmentarzu Chimkińskim w Moskwie.